# Pachymorpha sansibarica
Pachymorpha sansibarica är en insektsart som beskrevs av Brunner von Wattenwyl 1907. Pachymorpha sansibarica ingår i släktet Pachymorpha och familjen Diapheromeridae. Inga underarter finns listade i Catalogue of Life.